# Vugar Chirinli
Vugar Chirinli (en azéri: Vüqar Tofiq oğlu Şirinli ; né le 14 septembre 1992) est un judoka azerbaïdjanais, vainqueur des Jeux paralympiques d'été de 2020 à Tokyo.

## Biographie
Vugar Tofiq oglu Chirinli est né le 14 septembre 1992.
En 2013, il gagne la médaille de bronze au Grand Prix de Samsun. L'année suivante, Shirinli remporte l'argent au tournoi du Grand Chelem à Bakou.
Vugar Chirinli est médaillé de bronze des Championnats d'Europe 2016 dans le tournoi par équipe, vainqueur du Grand Prix de Tachkent (2017).
En 2014 le judoka azéri obtient la médaille d'argent du tournoi du Grand Chelem de Bakou.
En 2018, Vugar Chirinli gagne la médaille de bronze aux Championnats du monde au Portugal, en tant que membre de l'équipe masculine azerbaïdjanaise.
Vugar  est vainqueur du Grand Prix de Bakou chez les aveugles et malvoyants (2019) et médaillé de bronze du Grand Prix de Bakou parmi les aveugles et malvoyants (2021).
La même année, Chirinli  apporte à l'équipe nationale azerbaïdjanaise une deuxième médaille d'or au judo aux Jeux paralympiques d'été de 2020 à Tokyo, dès le premier jour de la compétition. Dans le premier combat, il bat le Turc Recep Ciftci, puis le Roumain Alex Bologa. En finale, Chirinli bat Anuar Sariev du Kazakhstan et remporte l'or à ses premiers Jeux Paralympiques.

## Décoration
Par arrêté du président de la République d'Azerbaïdjan Ilham Aliyev du 6 septembre 2021, Vugar Chirinli  reçoit l'Ordre « Pour service à la patrie, 1er degré » pour ses hautes réalisations aux XVIes Jeux paralympiques d'été de Tokyo et ses services dans le développement des sports azerbaïdjanais.
Le 4 décembre 2023, il décroche une médaille d'argent au Grand Prix de Tokyo.En février 2024, l'athlète devient de nouveau deuxième au Grand Prix d'Heidelberg, en Allemagne, s'inclinant en finale face à un judoka ukrainien.